# هايدكي هوساكا
هايدكي هوساكا (باليابانية: 保坂秀樹؛ بالكانا: ほさか ひでき) هو مصارع رياضي ياباني، ولد في 5 أغسطس 1971 في إتويغاوا في اليابان.

## روابط خارجية
- هايدكي هوساكا على موقع CageMatch worker (الإنجليزية)